# Sòbol
Sòbol és una masia situada al municipi de Navès a la comarca catalana del Solsonès.